# Клемент Чукву
Клемент Чукву (англ. Clement Chukwu; нар. 7 липня 1973, Умуахія, Нігерія) — нігерійський легкоатлет, що спеціалізується на спринті, олімпійський чемпіон 2000 року.

## Кар'єра
| Рік                 | Змагання            | Місто               | Місце               | Дисципліна            | Примітки            |
| Представник Нігерія | Представник Нігерія | Представник Нігерія | Представник Нігерія | Представник Нігерія   | Представник Нігерія |
| ------------------- | ------------------- | ------------------- | ------------------- | --------------------- | ------------------- |
| 1996                | Олімпійські ігри    | Атланта, США        | 5 (чвертьфінали)    | біг на 400 метрів     | 45.24               |
| 1996                | Олімпійські ігри    | Атланта, США        | —                   | естафета 4×400 метрів | DSQ                 |
| 1997                | Чемпіонат світу     | Афіни, Греція       | 5 (півфінали)       | біг на 400 метрів     | 45.26               |
| 1997                | Чемпіонат світу     | Афіни, Греція       | 4 (півфінали)       | естафета 4×400 метрів | 3:04.19             |
| 1999                | Чемпіонат світу     | Севілья, Іспанія    | 5 (чвертьфінали)    | біг на 400 метрів     | 45.50               |
| 2000                | Олімпійські ігри    | Сідней, Австралія   | 1                   | естафета 4×400 метрів | 2:58.68             |